# Rosina Storchio
Rosa Storchio, detta Rosina (Venezia, 19 gennaio 1872 – Roma, 24 luglio 1945), è stata un soprano italiano, una delle maggiori interpreti del repertorio romantico e verista. Fu contesa fra i maggiori compositori dell'epoca.

## Biografia

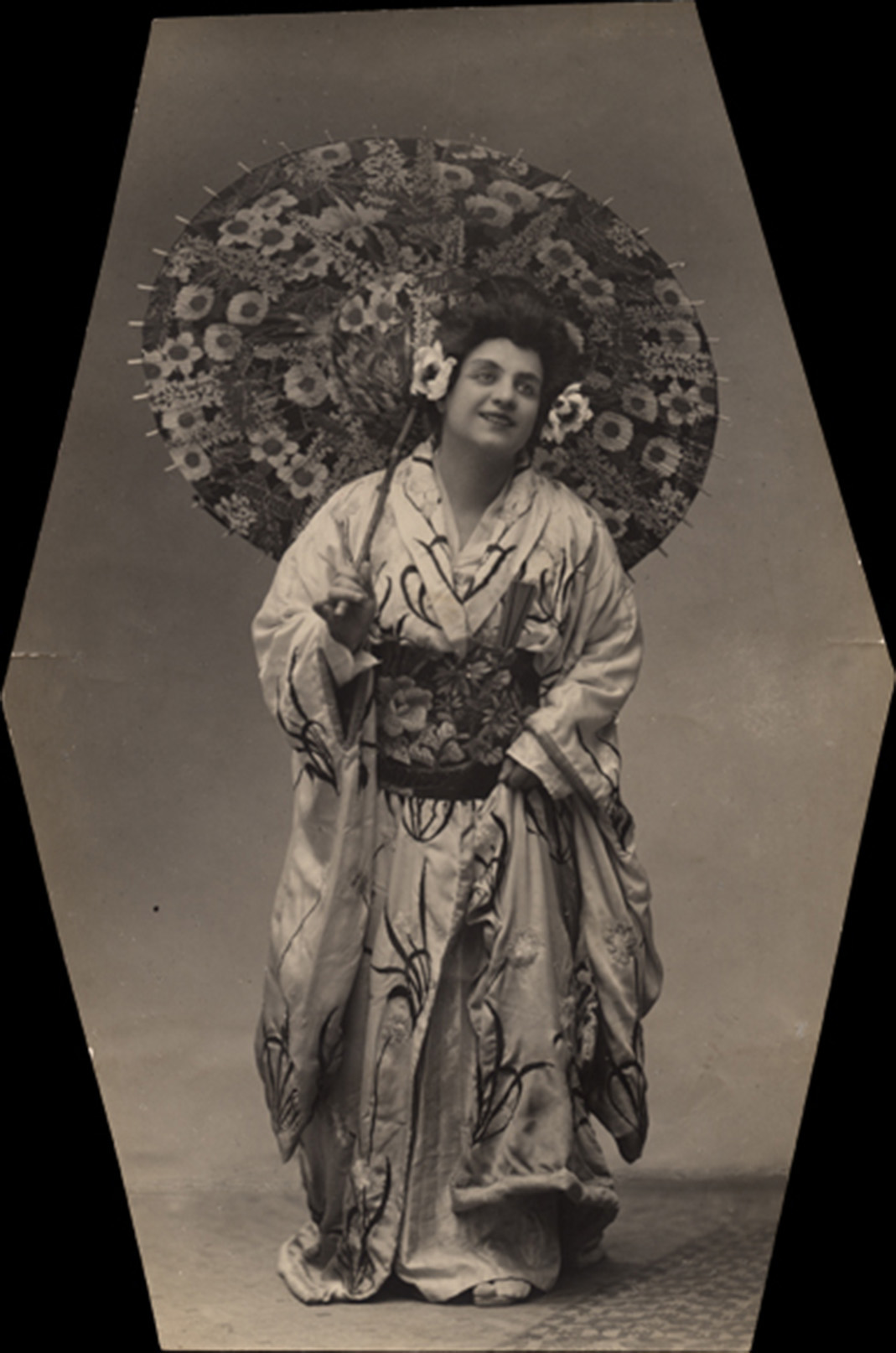
Rosina Storchio in costume di scena nel 1904 come Cio-Cio-San al debutto di Madama Butterfly

Studiò dapprima con Alberto Giovannini e Giuseppe Fatuo presso il conservatorio di Milano, poi con insegnanti privati perché espulsa dal conservatorio stesso.
Il suo debutto avvenne nel 1892 presso il Teatro Dal Verme sempre a Milano con la Carmen di Bizet, mentre l'esordio alla Scala avvenne tre anni dopo con il Werther di Massenet nel ruolo di Sofia.
Nel 1897 è Mimì nella prima assoluta di La bohème (Leoncavallo) al Teatro La Fenice di Venezia e Cristina nella prima assoluta di Il voto (rifacimento di Mala vita) di Umberto Giordano con Enrico Caruso al Teatro Lirico di Milano.
Nel 1900 è la protagonista nella prima assoluta di Zazà di Leoncavallo al Teatro Lirico di Milano diretta da Arturo Toscanini con Edoardo Garbin e nel 1901 Zazà diretta da Rodolfo Ferrari al Teatro Regio di Torino e Manon al Teatro Comunale di Bologna.
Nel 1902 alla Scala diretta da Toscanini è stata Gretel in Hänsel e Gretel ed Euryanthe nella prima italiana.
Nel 1903 è Stephana nella prima assoluta di Siberia alla Scala diretta da Cleofonte Campanini con Giuseppe De Luca, Giovanni Zenatello ed Antonio Pini-Corsi.
Nel 1904, sempre alla Scala, fu la prima Cio-Cio-San della storia nella Madama Butterfly e fu protagonista del clamoroso insuccesso della prima assoluta dell'opera diretta da Campanini con Zenatello e De Luca.
Nel 1907 al Grand Théâtre de Monte Carlo è Norina in Don Pasquale con Titta Ruffo, Margherita in Mefistofele con Fëdor Šaljapin e Rosina ne Il barbiere di Siviglia con Fernando De Lucia, Ruffo, Antonio Pini-Corsi e Šaljapin.
Nel 1908 è Violetta Valéry ne La traviata a Venezia.
Nel 1911 al Teatro Costanzi di Roma diretta da Luigi Mancinelli è Norina in Don Pasquale con Alessandro Bonci, De Luca e Giuseppe Kaschmann ed Amina ne La sonnambula con Giuseppe Anselmi.
La sua presenza alla Scala fu tuttavia riconfermata di anno in anno fino al 1918, con opere quali la Linda di Chamounix, la protagonista nella prima assoluta di Lodoletta nel 1917 al Teatro Costanzi e soprattutto la Traviata, che rimane la sua interpretazione più celebre.
Suo partner abituale fu il tenore etneo Giuseppe Anselmi (1876-1929) con il quale lasciò memorabili interpretazioni come in Manon Lescaut, La sonnambula, Don Pasquale.
Ebbe una relazione con il direttore d'orchestra Arturo Toscanini, dal quale nel 1903 ebbe un figlio, Giovanni, nato cerebroleso e morto sedicenne.
L'addio alle scene ebbe luogo nel 1923 dopo un'applaudita recita di Madama Butterfly a Barcellona; aveva 51 anni. Si ritirò a Milano dove insegnò canto, tra le sue allieve vanterà anche il soprano Gina Cigna. Trovò conforto alle sofferenze della vita privata ordinandosi terziaria francescana dopo aver donato i suoi averi al Cottolengo di Milano.
I suoi resti riposano nel cimitero Monumentale di Milano.
Il 21 aprile 2002 le è stato dedicato un Museo lirico a Dello (BS), che dal 7 febbraio 2016 è stato trasferito a Gazoldo degli Ippoliti, comune in provincia di Mantova.

## Ruoli creati
- Mimì ne La bohème di Leoncavallo (6 maggio 1897, Venezia)
- Il ruolo del titolo in Zazà di Leoncavallo (10 novembre 1900, Milano)
- Stephana in Siberia di Giordano (19 dicembre 1903, Milano)
- Il ruolo del titolo in Madama Butterfly di Puccini (17 febbraio 1904, Milano)
- Il ruolo del titolo in Lodoletta di Mascagni (30 aprile 1917, Roma)

## Repertorio operistico
| Ruolo               | Titolo                  | Autore      |
| ------------------- | ----------------------- | ----------- |
| Zerlina             | Fra Diavolo             | Auber       |
| Amina               | La sonnambula           | Bellini     |
| Micaela             | Carmen                  | Bizet       |
| Margherita          | Mefistofele             | Boito       |
| Wally               | La Wally                | Catalani    |
| Adina               | L'elisir d'amore        | Donizetti   |
| Linda               | Linda di Chamounix      | Donizetti   |
| Norina              | Don Pasquale            | Donizetti   |
| Maddalena di Coigny | Andrea Chénier          | Giordano    |
| Cristina            | Il voto                 | Giordano    |
| Stephana            | Siberia                 | Giordano    |
| Margherita          | Faust                   | Gounod      |
| Giulietta Capuleti  | Romeo e Giulietta       | Gounod      |
| Gretel              | Hänsel e Gretel         | Humperdinck |
| Mimì                | La bohème               | Leoncavallo |
| Zazà                | Zazà                    | Leoncavallo |
| Santuzza            | Cavalleria rusticana    | Mascagni    |
| Iris                | Iris                    | Mascagni    |
| Lodoletta           | Lodoletta               | Mascagni    |
| Manon Lescaut       | Manon                   | Massenet    |
| Sofia               | Werther                 | Massenet    |
| Fanny Lengrand      | Saffo                   | Massenet    |
| Susanna             | Le nozze di Figaro      | Mozart      |
| Donna Elvira        | Don Giovanni            | Mozart      |
| Manon Lescaut       | Manon Lescaut           | Puccini     |
| Musetta             | La bohème               | Puccini     |
| Floria Tosca        | Tosca                   | Puccini     |
| Cio-Cio-San         | Madama Butterfly        | Puccini     |
| Rosina              | Il barbiere di Siviglia | Rossini     |
| Mignon Philine      | Mignon                  | Thomas      |
| Violetta Valéry     | La traviata             | Verdi       |
| Nannetta            | Falstaff                | Verdi       |
| Euryanthe           | Euryanthe               | Weber       |